# José Mota (beisbolista)
José Manuel Mota Matos (nacido el 16 de marzo de 1965 en Santo Domingo) es un ex infielder dominicano que jugó en las Grandes Ligas de Béisbol. Además es comentador deportivo en la Fox Sports West and Prime Ticket y KCOP-TV para Los Angelinos de Los Ángeles de Anaheim. En adición a eso, es el comentarista en español para los Angelinos en la estación radial KWKW. Mota trabaja junto a Amaury Pi-González en la cabina de transmisión en español y junto a Mark Gubicza en inglés. Completamente bilingüe, Mota realiza entrevistas con los jugadores de béisbol en cualquiera de los dos idiomas. Mota es hijo del exbeisbolista y veterano preparador de los Dodgers, Manny Mota.

## Carrera
Mota asistió a la California State University, Fullerton en el Condado de Orange con una beca de béisbol. Fue seleccionado en la segunda ronda del draft amateur de 1985 por los Medias Blancas de Chicago. Pasó tiempo en la organización de los Rangers de Texas y Los Angeles Dodgers antes de ser drafteado por los Atléticos de Oakland en 1988 con la Rule 5 draft. Fue enviado a los Padres de San Diego en 1989 en un intercambio de tres equipos e hizo su debut en Grandes Ligas en 1991 con los Padres. Más tarde firmó con los Reales de Kansas City como agente libre, pero  sólo apareció en dos juegos en 1995. El padre de Mota, Manny, y su hermano, Andy también son exjugadores de Grandes Ligas, al igual que su primo, José Báez.
En 19 partidos, Mota tuvo 8 hits en 38 turnos al bate, lo que resulta en un promedio de bateo de .211. Anotó cuatro carreras y remolcó dos.
Mota hizo una aparición en el cine, en la película de 1999 de Kevin Costner, For Love of the Game como un campocorto dominicano.

### Radiodifusión
Mota ha trabajado en las transmisiones radiales en español de los Angelinos desde 2002. En los cincuenta juegos que el equipo tuvo en su paquete televisivo en inglés en 2007, Mota agregó esos juegos a su carga de trabajo.
Mota tiene experiencia televisiva previa como reportero desde el terreno, y además sustituyó al locutor deportivo Rex Hudler durante la suspensión de este último en 2003. También fue un tercer locutor dentro del stand del equipo de televisión en 2004 y 2005.

#### Major League Baseball on FOX
Mota trabajó para Major League Baseball on FOX en su cobertura de la postemporada 2006 de Grandes Ligas después de que Steve Lyons fuera retirado de la emisión por haber hecho comentarios de tintes raciales.
Mota además ha hecho varios trabajos en español, tanto en el béisbol y como en el fútbol para Fox Sports. También hizo la cobertura en inglés de la Serie del Caribe 2009 junto al también exbeisbolista Cookie Rojas para MLB Network.

#### Salida de los Angelinos
Poco después de haber concluido la temporada 2007 de Los Angelinos de Los Ángeles de Anaheim, Mota no trabajaría más como el locutor deportivo para los juegos de televisión en inglés como lo había hecho durante esa temporada. Su lugar fue ocupado por Rory Markas.